# Drążdżewo (gromada)
Drążdżewo (na samym początku Drążdzewo) – dawna gromada, czyli najmniejsza jednostka podziału terytorialnego Polskiej Rzeczypospolitej Ludowej w latach 1954–1972.
Gromady, z gromadzkimi radami narodowymi (GRN) jako organami władzy najniższego stopnia na wsi, funkcjonowały od reformy reorganizującej administrację wiejską przeprowadzonej jesienią 1954 do momentu ich zniesienia z dniem 1 stycznia 1973, tym samym wypierając organizację gminną w latach 1954–1972.
Gromadę Drążdzewo (pisownia przez –żdz–) z siedzibą GRN w Drążdzewie (pisownia przez –żdz–) utworzono – jako jedną z 8759 gromad na obszarze Polski – w powiecie makowskim w woj. warszawskim, na mocy uchwały nr VI/10/6/54 WRN w Warszawie z dnia 5 października 1954. W skład jednostki weszły obszary dotychczasowych gromad Drążdzewo, Drążdzewo-Kujawy, Drążdzewo Małe, Elżbiecin, Karolewo, Papierny Borek, Raki, Wólka Drążdzewska, Wólka Rakowska i Zwierzyniec ze zniesionej gminy Krasnosielc w powiecie makowskim oraz obszar dotychczasowej gromady Budy Prywatne ze zniesionej gminy Jednorożec w powiecie przasnyskim (woj. warszawskie). Dla gromady ustalono 26 członków gromadzkiej rady narodowej.
Poza aktem powołania gromady (w którym występuje nazwa Drążdzewo), we wszystkich późniejszych wykazach wymieniania jest jako Drążdżewo.
Gromada przetrwała do końca 1972 roku, czyli do kolejnej reformy gminnej.